# Lost Angel (album)
Lost Angel è il primo album in studio della band rapcore statunitense 3rd Strike, uscito nel 2002.

## Pre- album
- No Light, singolo pubblicato tra gennaio e febbraio 2002, ha raggiunto la 36ª posizione e la 23ª posizione nei Stati Uniti.
- Redemption, singolo pubblicato tra marzo e aprile 2002, ha raggiunto la 40ª posizione nei Stati Uniti.

## Tracce
1. Flow Heat
2. Walked Away
3. Redemption
4. Blind My Eyes
5. No Light
6. City's On Fire
7. Breathe It Out
8. All Lies
9. Strung Out
10. Lisa
11. Paranoid (cover dei Black Sabbath)
12. Hang On

### Bonus
1. Sick Skin
2. Champagne Dreams